# Mina for You
Mina for You  — шестнадцатый студийный альбом итальянской певицы Мины, выпущенный в 1969 году на лейбле PDU.

## Об альбоме
На альбоме представлены песни исключительно на английском языке. Все песни появившиеся на альбоме — кавер-версии на оригинальном языке, за исключением «Can’t Help the Way I Am», которая является переводом итальянской песни «Un colpo al cuore». Продюсером альбома стал Аугусто Мартелли, взявший себе псевдоним Боб Митчелл.
Во второй половине 1969 года альбом добрался до четвёртой позиции в еженедельном альбомном хит-параде, в годовом рейтинге стал девятнадцатым. В сентябре был выпущен дополнительный тираж альбома. Ремастеринговая версия альбома была выпущена на CD в 2001 году лейблом EMI.

## Список композиций
| №  | Название                    | Автор(ы)                                                   | Длительность |
| -- | --------------------------- | ---------------------------------------------------------- | ------------ |
| 1. | «I Won’t Cry Anymore»       | Эл Фриш, Фред Вайс                                         | 3:02         |
| 2. | «No Arms Can Ever Hold You» | Арт Крафер, Джимми Небб                                    | 2:38         |
| 3. | «I Should Care»             | Аксель Стордаль, Пол Уэстон, Сэмми Кан                     | 3:13         |
| 4. | «Lazy River»                | Хоги Кармайкл, Сидни Ародин                                | 2:47         |
| 5. | «You’re Mine, You»          | Эдвард Хейман, Джонни Грин                                 | 3:38         |
| 6. | «Can’t Help the Way I Am»   | Джанкарло Бигацци, Марио Капуанто, Арт Крафер, Джимми Небб | 3:11         |

| №                   | Название                               | Автор(ы)                           | Длительность |
| ------------------- | -------------------------------------- | ---------------------------------- | ------------ |
| 1.                  | «I Want to Be Loved (But Only by You)» | Саванна Чёрчилл                    | 2:30         |
| 2.                  | «And My Heart Cried»                   | Арт Крафер, Джимми Небб            | 3:10         |
| 3.                  | «That Old Feelin'»                     | Лев Браун, Сэмми Фейн              | 3:31         |
| 4.                  | «The Man That Got Away»                | Джордж Гершвин, Гарольд Арлен      | 2:44         |
| 5.                  | «Johnny Guitar»                        | Пегги Ли, Виктор Янг               | 2:39         |
| 6.                  | «I’ll Never Be Free»                   | Бенни Бенджамин, Джордж Дэвид Вайс | 3:38         |
| Общая длительность: | Общая длительность:                    | Общая длительность:                | 36:41        |

## Чарты

### Еженедельные чарты
| Чарт (1969)              | Высшая позиция |
| ------------------------ | -------------- |
| Италия (Musica e dischi) | 4              |

### Годовые чарты
| Чарт (1969)              | Позиция |
| ------------------------ | ------- |
| Италия (Musica e dischi) | 19      |